# ヨハン・フィリップ・クールマン
ヨハン・フィリップ・クールマン（Johan Philip Koelman、1818年3月10日 - 1893年1月16日）は、オランダの画家、彫刻家、文筆家である。デン・ハーグの美術学校で多くの画家を教えた。

## 略歴
デン・ハーグで大工の息子に生まれた。父親のもとで働いていたが、画家を目指し、20歳を過ぎた1839年にハーグの王立芸術アカデミーに入学し、1842年までコルネリス・クルーゼマン（1797-1857）に学んだ。この間、友人で肖像画家になったエーンレ（Adrianus Johannes Ehnle:  1819-1863）とローマで修行した。美術学校を卒業した後、1844年から1857年まで、再びイタリアに滞在した。2度目の滞在時期は、ローマに革命によりローマ共和国が短期間樹立された時期でクールマンもジュゼッペ・ガリバルディらが参加したローマ防衛軍にも参加しフランス軍と戦った。この時期のクールマンの回想録は後に出版され第一次イタリア独立戦争に関する資料となっている。
1857年からハーグに永住し、1870年にハーグ芸術アカデミーの校長も務めた。クールマンに学んだとされる学生にはヘオルヘ・ヘンドリック・ブレイトネルやウィレム・デ・ズワルト、スーズ・ロバートソンらがいる。
絵画のほかに、いくつかのモニュメントのデザインも行い、著作も行った。
オランダ獅子勲章（Orde van de Nederlandse Leeuw）やルクセンブルクのオーククラウン勲章（Ordre de la Couronne de chêne）を受勲した。1893年にハーグで没した。

## 作品

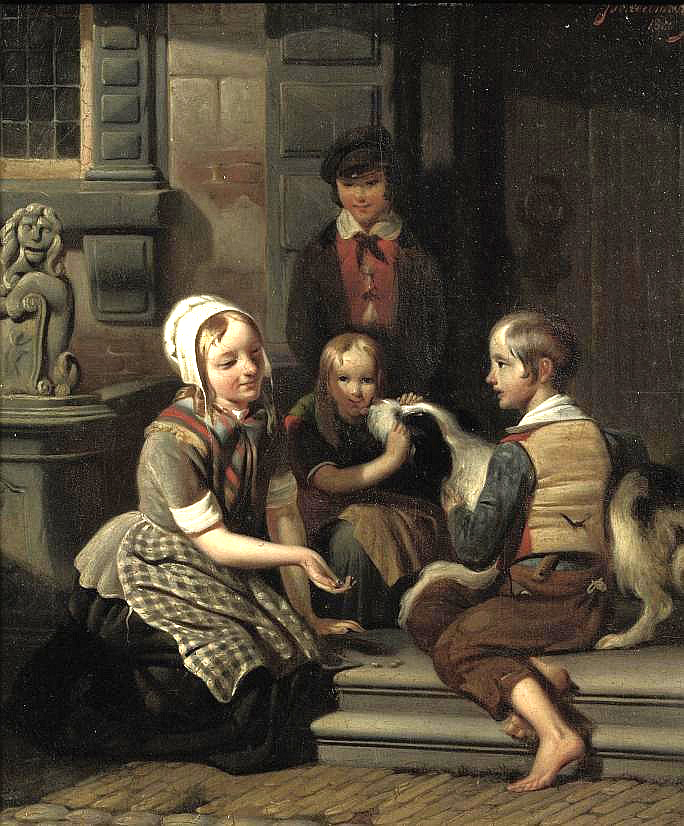
路上で遊ぶ子供たち (1846)
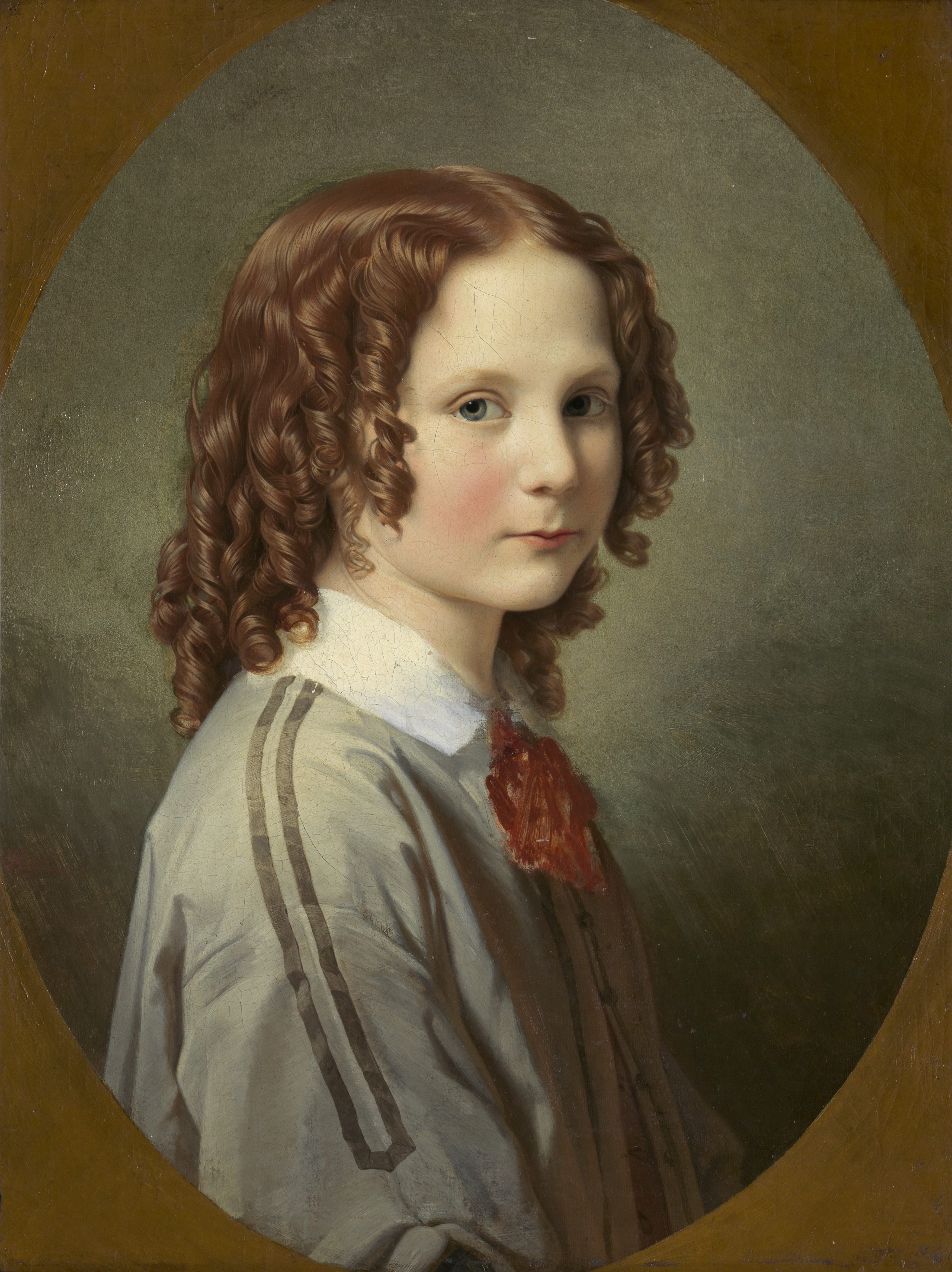
肖像画 Rijksmuseum Twenthe（エンスヘデ）
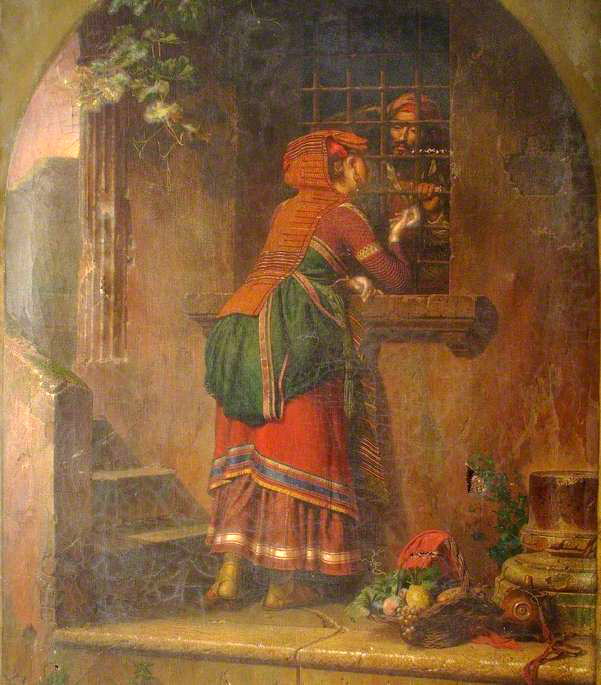
物売りの女性
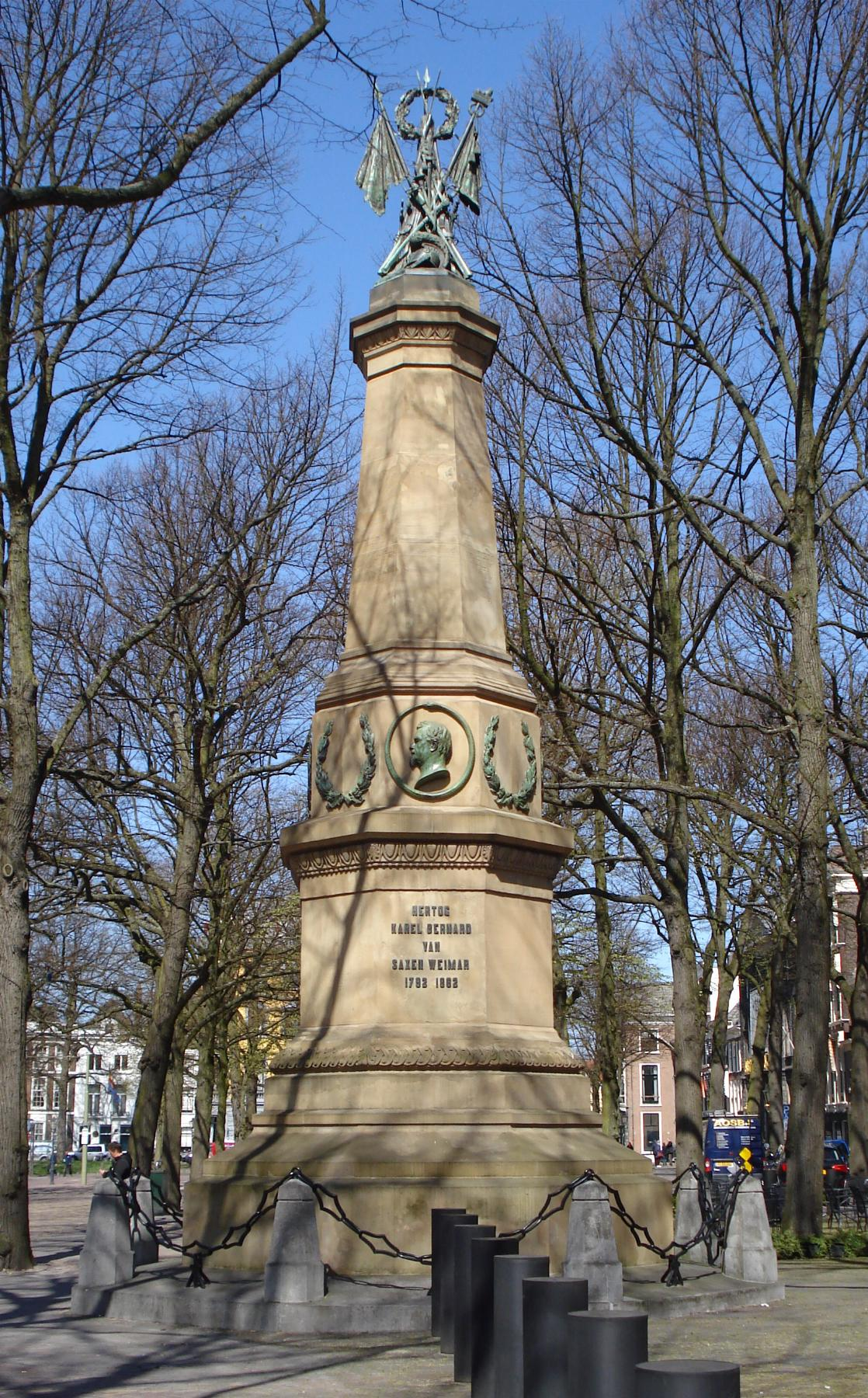
ハーグの通りのモニュメント